# 霍里察 (舍佩蒂夫卡區)
50°25′23″N 27°9′33″E / 50.42306°N 27.15917°E

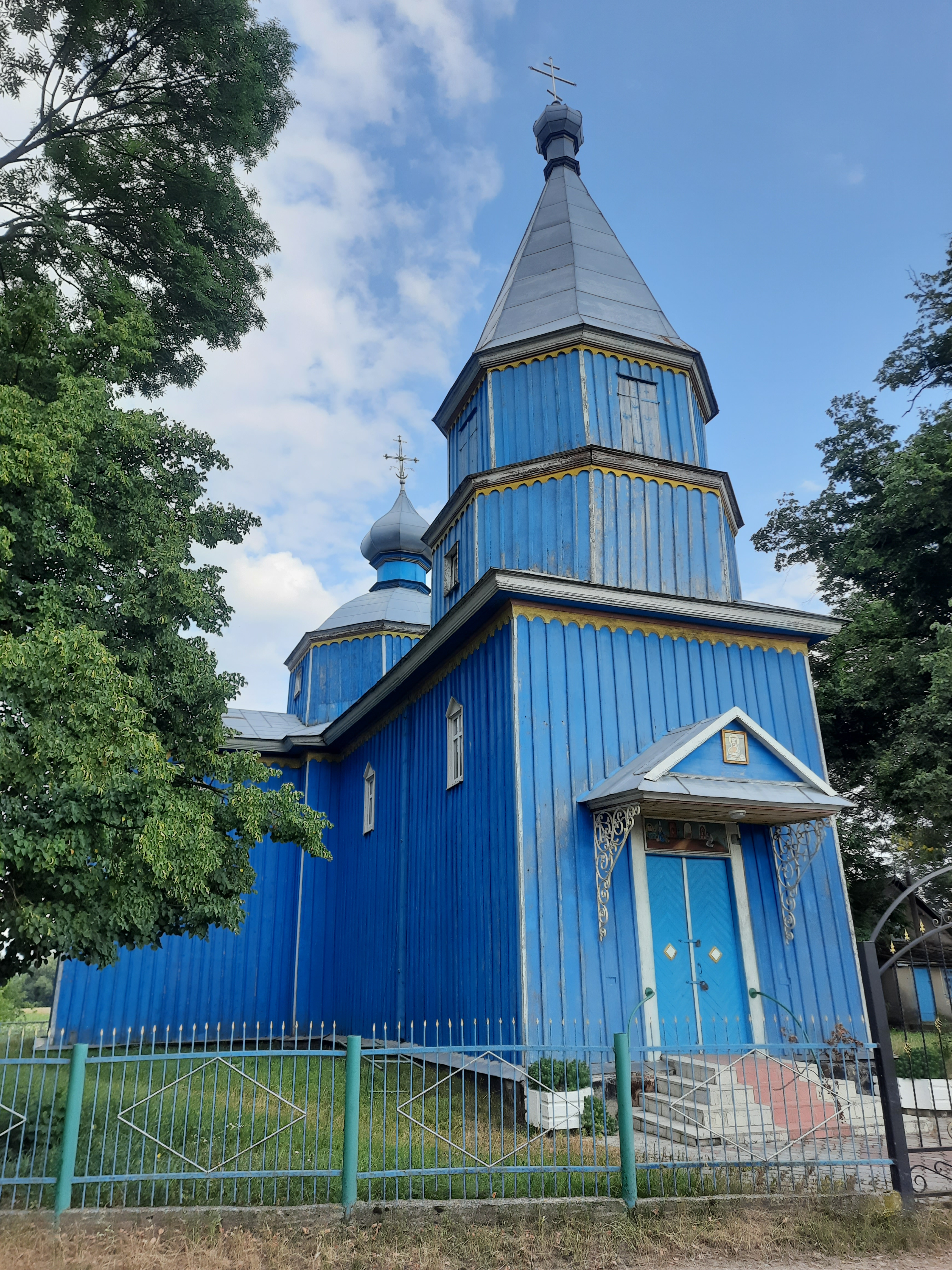
教堂

霍里察（烏克蘭語：Гориця），是烏克蘭西部赫梅利尼茨基州舍佩蒂夫卡區贝雷兹迪夫市镇的村落。面積2.48平方公里，海拔高度213米，2001年該村落人口692。